# Joel Parra
Joel Parra López (* 4. April 2000 in Barcelona) ist ein spanischer Basketballspieler.

## Werdegang
Als Kind begann Parra seine Basketballlaufbahn in der Jugend von Joventut de Badalona. In der Saison 2017/18 bestritt er sein erstes Spiel für Badalonas Herrenmannschaft in der Liga ACB. 2018/19 kam er als Leihspieler beim Zweitligisten CB Prat zum Einsatz. Nachdem er in der Saison 2022/23 in der höchsten spanischen Spielklasse im Durchschnitt 9,6 Punkte je Begegnung und damit seinen bisherigen Höchstwert erreicht hatte, wechselte Parra zum FC Barcelona.

### Nationalmannschaft
2022 wurde Parra mit Spanien Europameister. Mit den Jugendauswahlmannschaften seines Heimatlandes gewann er 2016 die U16-Europameisterschaft sowie Silber bei der U18-EM im Jahr 2017 und bei der U20-EM im Jahr 2019.